# 青云岩摩崖石刻
青云岩摩崖石刻，位于中国广东省阳江市阳春市春湾镇三街村委会青云岩，为阳春市的一个市级文物保护单位，类型为石窟寺及石刻，公布时间为1979年。
青云岩摩崖石刻的历史年代为清代。